# Bettina Braun (Historikerin)

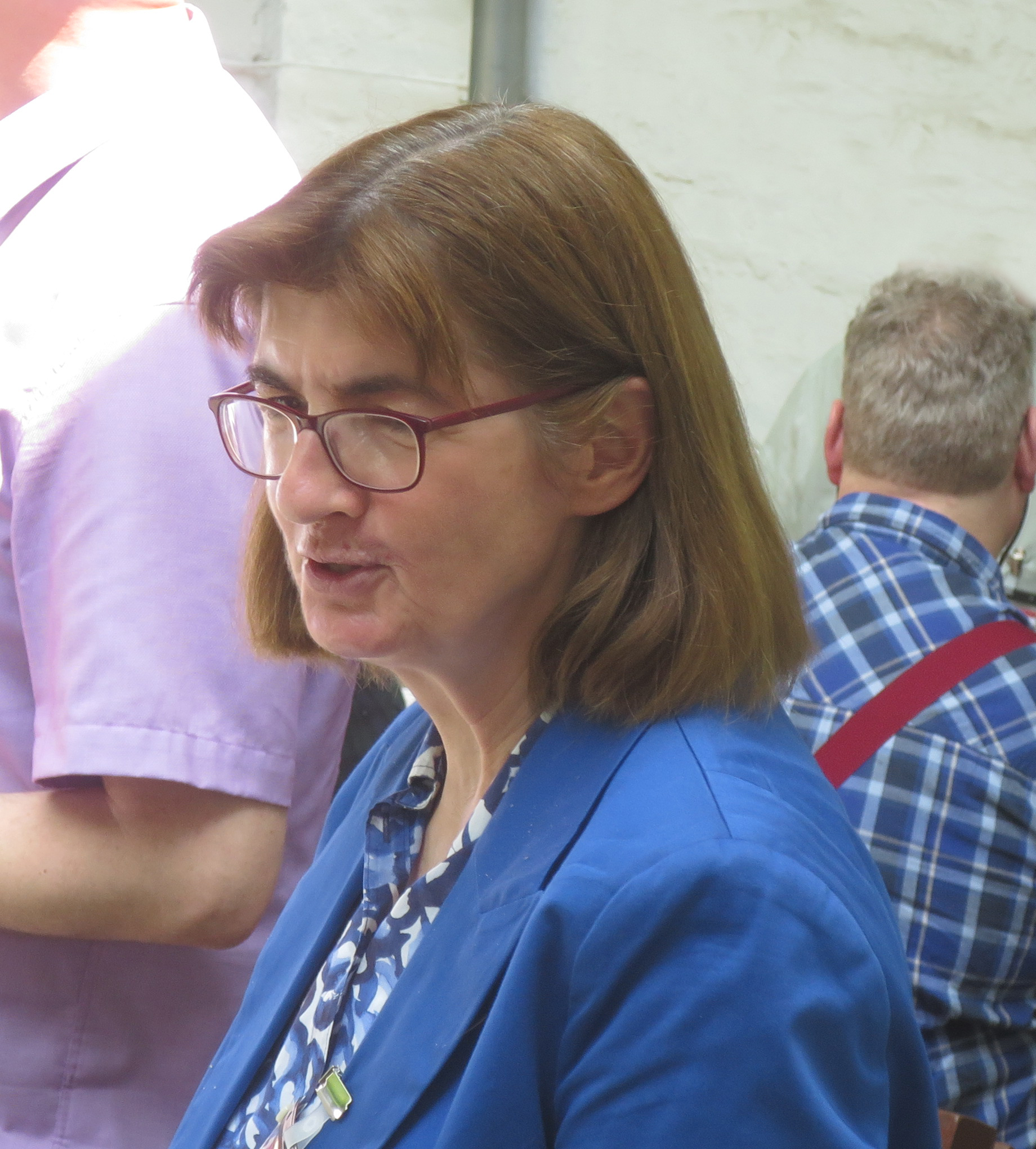
Bettina Braun

Bettina Braun (* 1963) ist eine deutsche Historikerin. Sie forscht und lehrt an der Johannes Gutenberg-Universität in Mainz. Ihre Forschungsschwerpunkte sind die politische Geschichte und Verfassungsgeschichte des Heiligen Römischen Reichs deutscher Nation, die Geschichte der Reichskirche, Religion und Politik in der Frühen Neuzeit, die Entwicklung frühneuzeitlicher Staatlichkeit und die Herrschaft von Frauen.

## Ausbildung
Bettina Braun studierte von 1982 bis 1989 Geschichte, Russisch und Politikwissenschaften an der Universität Konstanz.

## Wissenschaftlicher Werdegang
1992 bis 1994 arbeitete Bettina Braun als wissenschaftliche Mitarbeiterin im Forschungsprojekt Strukturen und Strukturwandlungen im Reich des 16. Jahrhunderts an der Universität Konstanz und promovierte anschließend mit dem Thema: Die Eidgenossen, das Reich und das politische System Karls V.
1995 bis 2005 war sie wissenschaftliche Assistentin am Lehrstuhl für Geschichte der Frühen Neuzeit an der Universität Paderborn und anschließend bis 2010 am Leibniz-Institut für Europäische Geschichte in Mainz. Ende 2010 wechselte sie als wissenschaftliche Mitarbeiterin an das Historischen Seminar der Universität Mainz. 2001 bis 2004 erhielt sie ein Lise-Meitner-Habilitationsstipendium und wurde 2007 an der Johannes Gutenberg-Universität in Mainz mit der Habilitationsschrift: Princeps et episcopus. Studien zur Funktion und zum Selbstverständnis der nordwestdeutschen Fürstbischöfe nach dem Westfälischen Frieden habilitiert.
2015 folgte ihre Ernennung als außerplanmäßigen Professorin an der Johannes Gutenberg-Universität in Mainz. Neben Forschung und Lehre ist sie dort Mitglied im Ausschuss für Lehre und Studium im Fachbereich Geschichts- und Kulturwissenschaften. Weiter ist sie Ansprechpartnerin für Studierende in Fragen rechtsradikaler, rassistischer, frauenhassender und krankenfeindlicher Angriffe.

## Mitgliedschaften
Bettina Braun ist seit
- 2019 Mitglied der Forschungsplattform Frühe Neuzeit an der Johannes Gutenberg-Universität in Mainz.
- 2021 Mitarbeiterin im Projekt „Mainzer Modelle für digital erweitertes Lehren und Lernen (ModeLL-M)“.[2]

## Publikationen (Auswahl)
Die wichtigsten Publikationen von Bettina Braun sind:
- Die Eidgenossen, das Reich und das politische System Karls V.  (= Schriften zur Verfassungsgeschichte 53). Duncker und Humblot Berlin 1997. ISBN 978-3-428-08822-5 (Dissertation)[Anm. 2]
- Das Reich blieb nicht stumm und kalt. Der Untergang des Alten Reiches in der Sicht der Zeitgenossen. In: Christine Roll / Matthias Schnettger (Hg.): Epochenjahr 1806? Das Ende des Alten Reichs in zeitgenössischen Perspektiven und Deutungen (= Veröffentlichungen des Instituts für Europäische Geschichte, Beiheft 76). Von Zabern, Mainz 2008, S. 7–29. ISBN 978-3-8053-3872-1
- Katholische Glaubensflüchtlinge – eine Spurensuche im Europa der Frühen Neuzeit. In: Historisches Jahrbuch 130 (2010), S. 505–576.
- „Princeps et episcopus“. Studien zur Funktion und zum Selbstverständnis der nordwestdeutschen Fürstbischöfe nach dem Westfälischen Frieden (= Veröffentlichungen des Instituts für Europäische Geschichte 230). Vandenhoeck & Ruprecht, Göttingen 2013. ISBN 978-3-525-10121-6 [Habilitationsschrift]
- Die Pfälzer Kurfürstinnen – Gestalterinnen oder Randfiguren einer wechselvollen Religionspolitik? In: Daniel Gehrt / Vera von der Osten-Sacken (Hg.): Fürstinnen und Konfession. Beiträge hochadliger Frauen zur Religionspolitik und Bekenntnisbildung (= Veröffentlichungen des Instituts für Europäische Geschichte, Beiheft 104). Vandenhoeck & Ruprecht, Göttingen 2015, S. 169–200. ISBN 978-3-525-10136-0
- Die bischöflichen Wahlkapitulationen in der Reichskirche. In: Heinz Duchhardt (Hg.): Wahlkapitulationen in Europa (= Schriftenreihe der Historischen Kommission bei der Bayerischen Akademie der Wissenschaften 95). Vandenhoeck & Ruprecht, Göttingen 2015. ISBN 978-3-525-36086-6
- Maria Theresia – Herrscherin aus eigenem Recht und Kaiserin, In: Bettina Braun / Katrin Keller / Matthias Schnettger (Hg.): Nur die Frau des Kaisers? Die Kaiserinnen in der Frühen Neuzeit (= Veröffentlichungen des Instituts für Österreichische Geschichtsforschung 64). Böhlau, Wien 2016, S. 211–227. ISBN 978-3-205-20085-7
- Eine Kaiserin und zwei Kaiser. Maria Theresia und ihre Mitregenten Franz Stephan und Joseph II. (= Mainzer Historische Kulturwissenschaften 42). transcript, Bielefeld 2018. ISBN 978-3-8376-4577-4
- Maria Theresia – Friedensfürstin oder Oberbefehlshaberin? . In: Bettina Braun / Jan Kusber / Matthias Schnettger (Hg.): Weibliche Herrschaft im 18. Jahrhundert. Maria Theresia und Katharina die Große (= Mainzer Historische Kulturwissenschaften 40). transcript, Bielefeld 2020, S. 169–187. ISBN 978-3-8376-4355-8
- Cardinals as Prince Bishops. In: Mary Hollingsworth / Miles Pattenden / Arnold Witte (Hg.): A Companion to the Early Modern Cardinal. Brill, Leiden 2020, S. 228–241. ISBN 978-90-04-31096-4
- Bischofswahlen zwischen Habsburg und Preußen. Eine Studie zur österreichisch-preußischen Konkurrenz. In: Bettina Braun (Hg.): Konkurrenz und Transfer. Das preußisch-österreichische Verhältnis im 18. Jahrhundert (= Mainzer Studien zur Frühen Neuzeit 3). transcript, Bielefeld 2023. ISBN 978-3-8376-6777-6